# وای‌آلکچم، استرالیای غربی
وای‌آلکچم (به انگلیسی: Wyalkatchem) یک شهرک در استرالیا است که در Shire of Wyalkatchem واقع شده‌است.